# 柏太刀
柏太刀（かしわだち）は、南北朝時代に作られたとされる日本刀（脇差）の一種で長大な、日光二荒山神社の神刀のことである。日本の重要文化財に指定されており、日光二荒山神社中宮祠の宝物館に公開されている。

## 特徴[1]
- 長さ:5尺6分（135.3cm）
- 反り:1分1厘（3.2cm）
- 元幅:1分1厘（3.4cm）
- 先幅:8分9厘（2.7cm）
- 鋒長さ:2寸2分4厘（6.8cm）
- 茎長さ:1尺7寸9分（54.3cm）
- 総長:6尺2分6厘(189.6cm）

特徴
- 佩表に長銘が記されている。『日光山奉納新宮御宝前□□□小田平塚入道』とあり、小田平塚入道は常陸国の戦国大名の重臣平塚自省と思われる。
- 柏太刀の号の由来は、この太刀が柏の葉で包んだ柏餅を食べる習慣のある、五月の端午の節句に奉納されたからという。柏の葉は落葉樹であるが、新芽が育つまで葉が落ちないことから、子孫繁栄に繋がる縁起の良いものとされ、刀装具の太刀金具等の意匠としても用いられている。